# Edward Charles Stuart Baker
Pour les articles homonymes, voir Baker.
Edward Charles Stuart Baker est un ornithologue britannique, né en 1864 et mort le 16 avril 1944.

## Carrière professionnelle
Baker fait ses études à Stratford-upon-Avon. Il suit l’exemple de son père et devient officier de police au sein de la police impériale en service en Inde qu’il servira de 1883 à 1911. Il finit sa carrière avec le rang d’inspecteur général. En 1910, il entre dans le service d’enquête criminelle. En 1911, il retourne en Grande-Bretagne où il exerce la fonction d’officier chef de la police du port de Londres. Il prend sa retraite en 1925.
Baker devient alors maire de Croydon. Il est fait officiel de l’Ordre de l'Empire britannique en 1920 en récompense des services rendus durant la Première Guerre mondiale. Il est fait également compagnon de l’Ordre de l'Empire des Indes.

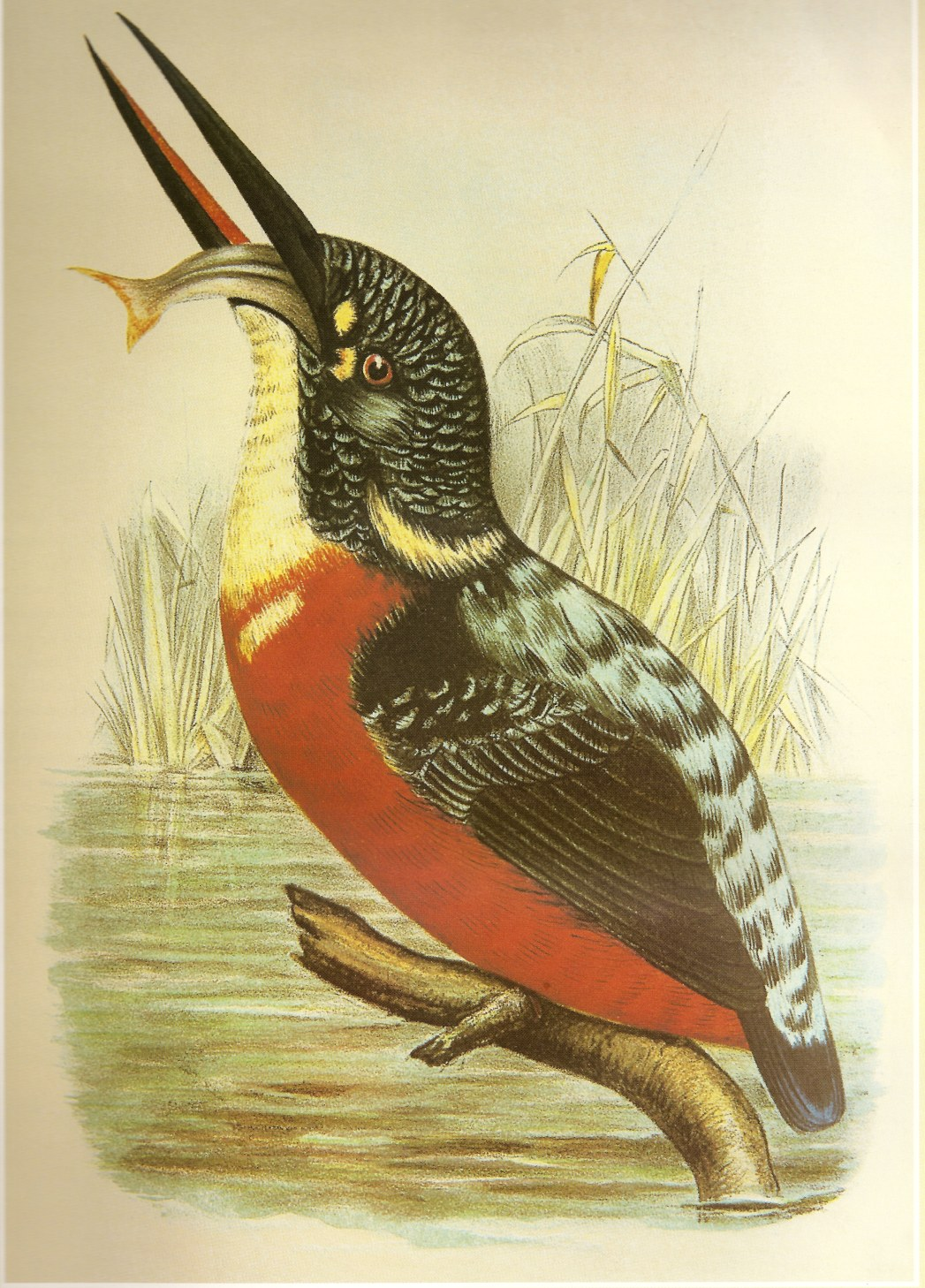
Martin-pêcheur de Blyth
peint par E. C. S. Baker.

Il était un excellent joueur de tennis et un grand chasseur. Il avait perdu son bras gauche à cause d’une panthère à Silchar dans l’Assam, il a été renversé par un gayal et piétiné par un rhinocéros indien.

## L’ornithologie
Il consacre son temps libre à récolter des oiseaux en Inde. Il fait notamment paraître The Indian Ducks and their Allies en 1908, Game Birds of India, Burmah and Ceylon en 1921, Fauna of British India : Birds en 1922, Mishni the Man-eater en 1928, The Nidification of the Birds of the Indian Empire en 1932 et Cuckoo Problems en 1942. Le coucou est l’un de ses sujets ornithologiques préférés.
Baker constitue une collection de près de 50 000 œufs d’oiseaux d’Inde qu’il lègue au Natural History Museum de Londres. Il y étudie les collections d’œufs de ce pays ainsi que de la Thaïlande.
Les sept volumes ornithologiques qu’il publie dans la série Fauna of British India deviennent une référence sur ce sujet. Il participe également aux comités consultatifs du gouvernement sur la protection des oiseaux et est, de 1913 à 1936, secrétaire honoraire et trésorier de la British Ornithologists' Union. Il est également membre de la Zoological Society of London et de la Linnean Society of London.
Lionel Walter Rothschild (1868-1937) lui dédie le nom scientifique du yuhina à nuque blanche, Yuhina bakeri, en 1926.